# Fauzi asch-Schahri
Fauzi asch-Schahri (arabisch فوزي الشهري, DMG Fauzī aš-Šahrī, nach englischer Umschrift häufig Fawzy Al-Shehri; * 15. Mai 1980) ist ein saudi-arabischer Fußballspieler.
Er spielte die meiste Zeit seiner Karriere für Al-Ahli.
Er spielt für die saudi-arabische Fußballnationalmannschaft und war Teilnehmer der Fußball-Weltmeisterschaft 2002.
| Personendaten    | Personendaten                                        |
| ---------------- | ---------------------------------------------------- |
| NAME             | Schahri, Fauzi asch-                                 |
| ALTERNATIVNAMEN  | فوزي الشهري (arabisch); Shehri, Fawzy al- (englisch) |
| KURZBESCHREIBUNG | saudi-arabischer Fußballspieler                      |
| GEBURTSDATUM     | 15. Mai 1980                                         |